# Physalacria lateriparies
Physalacria lateriparies är en svampart som beskrevs av X. He & F.Z. Xue 1996. Physalacria lateriparies ingår i släktet Physalacria och familjen Physalacriaceae.   Inga underarter finns listade i Catalogue of Life.